# Эллисон, Тойя
Тойя Эллисон (словен. Toja Ellison, девичья фамилия Черне, словен. Černe; род. 4 июля 1993, Любляна) — словенская лучница, чемпионка мира в стрельбе из блочного лука (2014), чемпионка в женских соревнованиях в стрельбе из блочного лука на II Европейских играх в Минске (2019).

## Биография
Тойя Эллисон родилась 4 июля 1993 года. Является женой американского стрелка Брейди Эллисона, призёра Олимпийских игр, с которым познакомилась в 2014. В 2017 году окончила спортивный факультет в Любляне.

## Карьера
Тойя Черне в детстве занималась гимнастикой, бадминтоном и танцами, однако была вынуждена прекратить занятия гимнастикой из-за последствий лечения инфекции позвоночника в 12 лет. Стрельбой из лука стала заниматься в 13. Её международный дебют состоялся в 2008 году.
В 2014 году Тойя стала чемпионкой мира в стрельбе из блочного лука в Загребе.
26 июня 2019 года на Европейских играх в Минске Эллисон стала чемпионкой в личном первенстве по стрельбе из блочного лука, победив в финале россиянку Наталью Авдееву. После пятнадцати выстрелов счёт был равным — 144:144, судьба золота решалась в перестрелке, где точнее оказалась Тойя Эллисон, попав в «десятку», тогда как российская лучница сумела попасть лишь в «восьмёрку».